# Deviat
Deviat (okzitanisch: gleichlautend) ist ein Ort und eine Gemeinde mit 134 Einwohnern (Stand 1. Januar 2022) im westfranzösischen Département Charente in der Region Nouvelle-Aquitaine. Die Gemeinde besteht aus mehreren Weilern (hameaux) und Einzelgehöften.

## Lage
Der Ort Deviat liegt in der alten Kulturlandschaft des Angoumois, einem Teil der Charente, in einer Höhe von etwa 100 m ü. d. M. und ist ca. 36 km (Fahrtstrecke) in südöstlicher Richtung von der Stadt Angoulême entfernt.

## Bevölkerungsentwicklung
| Jahr      | 1800 | 1851 | 1901 | 1954 | 1999 | 2013 |
| Einwohner | 209  | 444  | 309  | 267  | 158  | 149  |

Der Bevölkerungsrückgang im ausgehenden 19. und in der ersten Hälfte des 20. Jahrhunderts ist in der Hauptsache auf den Verlust an Arbeitsplätzen infolge der Reblauskrise im Weinbau und der zunehmenden Mechanisierung der Landwirtschaft zurückzuführen.

## Wirtschaft
Lebten die Bewohner des Ortes jahrhundertelang als Selbstversorger von den Erträgen ihrer Felder und Gärten, so wurde im ausgehenden Mittelalter und in der frühen Neuzeit der Weinbau vorangetrieben, der – nach der Reblauskrise im ausgehenden 19. und beginnenden 20. Jahrhundert – jedoch nicht wieder seine frühere Bedeutung erreichte. Eine nicht unbedeutende Rolle für das Wirtschaftsleben der Gemeinde spielt auch der Tourismus in Form der Vermietung von Ferienwohnungen (gîtes).

## Geschichte
Die Geschichte des Ortes ist eng verknüpft mit dem Château de la Faye, wo die Grundherrnfamilie lebte. Deviat erhielt im Jahr 1598 auf Betreiben des damaligen Grundherrn das von Heinrich IV. verbriefte Privileg zur Abhaltung von vier Markttagen im Jahr. Mangels erhaltener Aufzeichnungen ist über Ereignisse während des Hundertjährigen Krieges (1337–1453) oder der Hugenottenkriege (1562–1598) nichts bekannt.

## Sehenswürdigkeiten

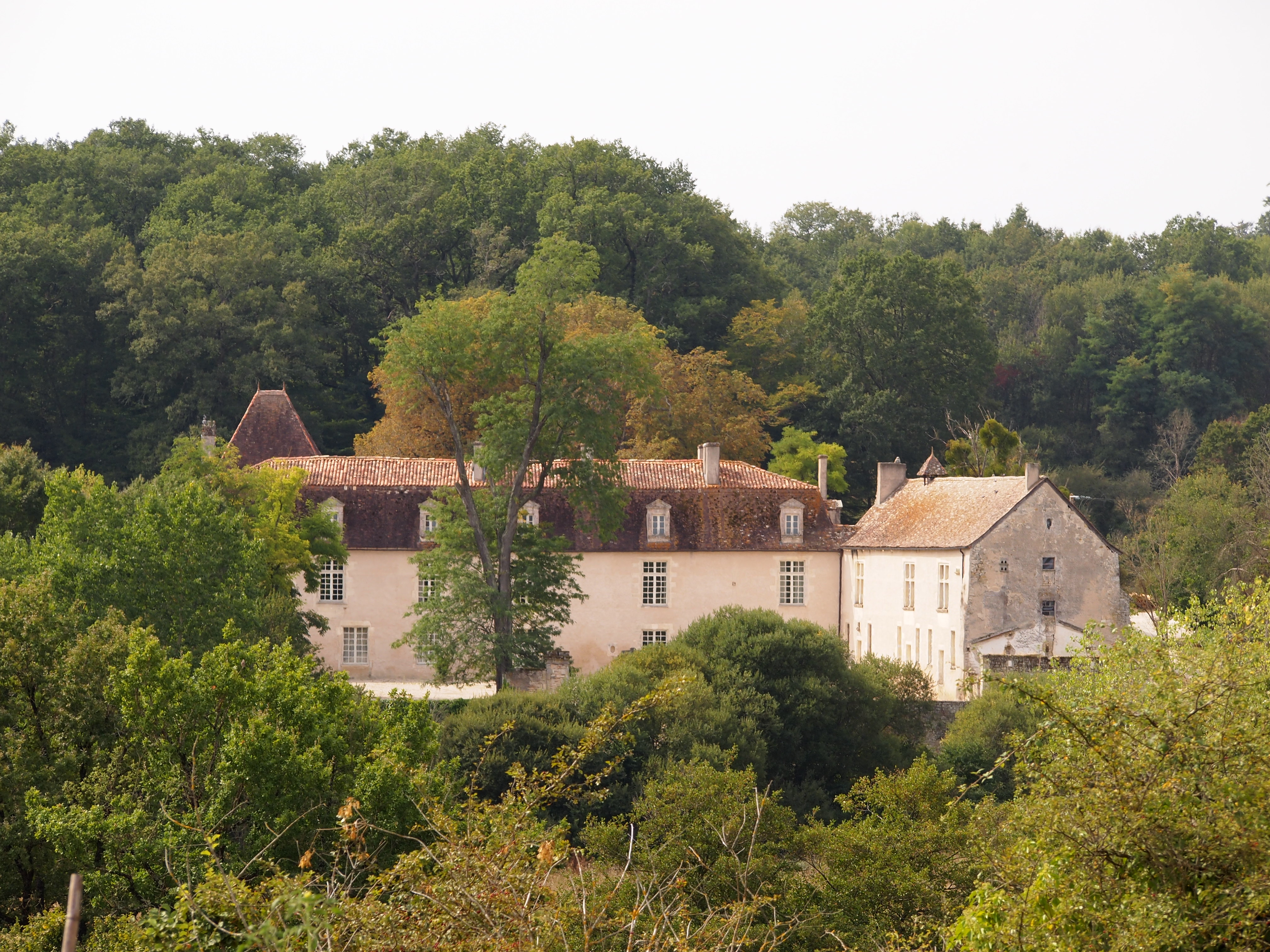
Château de la Faye

- Die Pfarrkirche Saint-Hilaire entstand angeblich im 18. Jahrhundert, was für einen Bau in neoromanischen Stilformen durchaus ungewöhnlich wäre. Große Teile der Wandflächen sind – mit Ausnahme der Ecksteine – verputzt. Das im Jahr 2014 renovierte Kircheninnere präsentiert vier Fenster mit Heiligenfiguren, unterhalb derer die Namen der im Ersten Weltkrieg gefallenen Soldaten des Orts geschrieben stehen.

außerhalb
- In einem Waldgrundstück etwa einen Kilometer südöstlich des Ortes (45° 24′ 41″ N, 0° 1′ 4″ O) liegt das Château de la Faye, ein Landsitz, dessen Geschichte bis ins 13. Jahrhundert zurückreicht. Die heutigen Bauten stammen jedoch im Wesentlichen aus dem 16. und 18. Jahrhundert. Im 19. Jahrhundert wurde die Schlosskapelle abgerissen. Die Wirtschaftsgebäude (Scheunen, Werkstätten etc.) sind noch erhalten. Der Schlossbau ist seit dem Jahr 1992 als Monument historique anerkannt.[2]